# Rosenmåra
Rosenmåra (Asperula cynanchica) är en måreväxt som beskrevs av Carl von Linné. Rosenmåra ingår i släktet färgmåror, och familjen måreväxter.

## Underarter
Arten delas in i följande underarter:
- A. c. cynanchica
- A. c. occidentalis
- A. c. pyrenaica